# Crambídeos
Crambídeos (Crambidae) são uma família de insectos da ordem Lepidoptera.
Esta família de traças tem representantes muito variados em aparência
Em muitas classificações, esta família tem sido tratada como uma subdivisão da família Pyralidae. A principal diferença reside na estrutura auditiva, chamada praecinctorium, 
que nesta família faz a junção entre as duas membranas timpânicas e que está ausente na família Pyralidae (Kristensen, 1999).
Algumas espécies são consideradas pragas, afectando algumas espécies vegetais de importância comercial:
- Ostrinia nubilalis
- Chilo suppressalis
- Crambus spp.
- Diatraea saccharalis
- Maruca spp.
- Palpita vitrealis

## Sub-famílias
- Cathariinae
- Crambinae
- Cybalomiinae
- Dichogaminae
- Evergestinae
- Glaphyriinae
- Linostinae
- Midilinae
- Musotiminae
- Noordinae
- Nymphulinae
- Odontiinae
- Pyraustinae
- Schoenobiinae
- Scopariinae
- Spilomelinae
- Wurthiinae